# Tour de l'Ain 2010
La 22.ª edición de la carrera ciclista Tour de l'Ain tuvo lugar del 10 al 14 de agosto de 2010. 
Estuvo inscrita en el UCI Europe Tour, dentro de la categoría 2.1.
La victoria final fue para el español Haimar Zubeldia con el mismo tiempo que Wout Poels, finalmente segundo. Completó el podio David Moncoutié. respectivamente.
En las clasificaciones secundarias se impusieron Romain Feillu (puntos), Benoît Daeninck (montaña), Tejay van Garderen (jóvenes), Ag2r La Mondiale (equipos) y Jérôme Coppel (combatividad).

## Participantes

### Equipos
Tomaron parte en la carrera 18 equipos: 6 de categoría UCI ProTeam (FDJ, Ag2r-La Mondiale, Team HTC-Columbia, Caisse d'Epargne, Omega Pharma-Lotto y Team RadioShack); 6 de categoría Profesional Continental (BMC Racing Team, Cofidis, le Crédit en Ligne, Bbox Bouygues Telecom, Saur-Sojasun, Skil-Shimano y Vacansoleil Pro Cycling Team); y 4 de categoría Continental (Roubaix-Lille Métropole, Bretagne-Schuller y BigMat-Auber 93 y Rabobank); y las Selecciones de Francia y Kazajistán. Formando así un pelotón de 108 ciclistas, con 6 corredores cada equipo, de los que acabaron 90.

### Favoritos
Rein Taaramäe el defensor del título no pudo participar en esta edición. Algunos de los ciclistas que partían con la vitola de favoritos eran Haimar Zubeldia, Steve Morabito, Marco Pinotti, Tejay van Garderen, David Moncoutié, Damien Monier y el campeón francés Thomas Voeckler. Otros ciclistas a destacar fueron Christophe Le Mével, Maxime Bouet, Cyril Dessel, John Gadret, Jérôme Coppel y Brice Feillu.

## Etapas
| Etapa   | Fecha        | Recorrido                           | km      | Ganador           | Líder           |
| ------- | ------------ | ----------------------------------- | ------- | ----------------- | --------------- |
| Prólogo | 10 de agosto | Ambérieu-en-Bugey-Ambérieu-en-Bugey | 3 (CRI) | Haimar Zubeldia   | Haimar Zubeldia |
| 1ª      | 11 de agosto | Lagnieu-Saint-Vulbas                | 144,4   | Stéphane Poulhiès | Romain Feillu   |
| 2ª      | 12 de agosto | Villars-les-Dombes-Trévoux          | 138,8   | Romain Feillu     | Romain Feillu   |
| 3ª      | 13 de agosto | Montmerle-sur-Saône-Arbent          | 164,5   | Maxime Bouet      | Tony Gallopin   |
| 4ª      | 14 de agosto | Culoz-Belley                        | 126,1   | Wout Poels        | Haimar Zubeldia |

## Clasificación final
| 1. Haimar Zubeldia    | RadioShack                  | 13 h 44 min 32 s |
| 2. Wout Poels         | Vacansoleil                 | a 0,2 s          |
| 3. David Moncoutié    | Cofidis, le Crédit en Ligne | a 5 s            |
| 4. Tejay van Garderen | Columbia-HTC                | a 7 s            |
| 5. Thibaut Pinot      | FDJ                         | a 10 s           |
| 6. Jérôme Coppel      | Saur-Sojasun                | a 11 s           |
| 7. Fabrice Jeandesboz | Saur-Sojasun                | a 13 s           |
| 8. Johann Tschopp     | Bouygues Telecom            | a 19             |
| 9. Greg Van Avermaet  | Omega Pharma-Lotto          | a 23             |
| 10. Tony Gallopin     | Cofidis, le Crédit en Ligne | a 31             |

| 1. Benoît Daeninck     | Roubaix-Lille Métropole     | 39 |
| 2. Wout Poels          | Vacansoleil                 | 31 |
| 3. Thibaut Pinot       | FDJ                         | 21 |
| 4. Jean-Marc Bideau    | Bretagne-Schuller           | 20 |
| 5. Cédric Pineau       | Roubaix-Lille Métropole     | 15 |
| 6. David Moncoutié     | Cofidis, le Crédit en Ligne | 11 |
| 7. Geoffrey Soupe      | Selección de Francia        | 10 |
| 8. Johann Tschopp      | Bouygues Telecom            | 10 |
| 9. Arnaud Courteille   | Selección de Francia        | 10 |
| 10. Tejay van Garderen | Columbia-HTC                | 7  |

| 1. Romain Feillu      | Vacansoleil                 | 47 |
| 2. Greg Van Avermaet  | Omega Pharma-Lotto          | 47 |
| 3. Maxime Bouet       | Ag2r La Mondiale            | 38 |
| 4. Romain Hardy       | Bretagne-Schuller           | 38 |
| 5. Tony Gallopin      | Cofidis, le Crédit en Ligne | 37 |
| 6. Wout Poels         | Vacansoleil                 | 35 |
| 7. Haimar Zubeldia    | RadioShack                  | 31 |
| 8. David Moncoutié    | Cofidis, le Crédit en Ligne | 20 |
| 9. Fabrice Jeandesboz | Saur-Sojasun                | 20 |
| 10. Thibaut Pinot     | FDJ                         | 17 |

| 1. Tejay van Garderen | Columbia-HTC                | 13 h 44 min 39 s |
| 2. Thibaut Pinot      | FDJ                         | a 3 s            |
| 3. Tony Gallopin      | Cofidis, le Crédit en Ligne | a 24 s           |
| 4. Wilco Kelderman    | Rabobank Continental        | a 31 s           |
| 5. Romain Hardy       | Bretagne-Schuller           | a 43 s           |
| 6. Thomas Bonnin      | Selección francesa          | a 47 s           |
| 7. Thomas Damuseau    | Skil-Shimano                | a 6 min 31 s     |
| 8. Yoann Barbas       | Selección de Francia        | a 6 min 39 s     |
| 9. Romain Bardet      | Selección de Francia        | a 7 min 21 s     |
| 10. Matthieu Boulo    | Roubaix-Lille Métropole     | a 8 min 0 s      |

| 1. Ag2r La Mondiale            | 41 h 20 min 06 s |
| 2. Vacansoleil                 | a 38 s           |
| 3. Cofidis, le Crédit en Ligne | a 45 s           |
| 4. Radioshack                  | a 50 s           |
| 5. FDJ                         | a 1 min 14 s     |
| 6. Omega Pharma-Lotto          | a 3 min 13 s     |
| 7. Caisse d'Épargne            | a 6 min 19 s     |
| 8. Selección de Francia        | a 7 min 25 s     |
| 9. Skil-Shimano                | a 9 min 51 s     |
| 10. BigMat-Auber 93            | a 11 min 15 s    |

## Evolución de las clasificaciones
| Etapa (Vencedor)                | Clasificación general | Clasificación por puntos | Clasificación de la montaña | Clasificación de los jóvenes | Clasificación por equipos | Premio de la combatividad |
| ------------------------------- | --------------------- | ------------------------ | --------------------------- | ---------------------------- | ------------------------- | ------------------------- |
| Prólogo (CRI) (Haimar Zubeldia) | Haimar Zubeldia       | Haimar Zubeldia          | Haimar Zubeldia             | Wilco Kelderman              | Rabobank Continental      | Haimar Zubeldia           |
| 1.ª etapa (Stéphane Poulhiès)   | Romain Feillu         | Stéphane Poulhiès        | Geoffrey Soupe              | Wilco Kelderman              | HTC-Columbia              | Geoffrey Soupe            |
| 2.ª etapa (Romain Feillu)       | Romain Feillu         | Romain Feillu            | Geoffrey Soupe              | Tony Gallopin                | Vacansoleil               | no se entregó             |
| 3.ª etapa (Maxime Bouet)        | Tony Gallopin         | Romain Feillu            | Benoît Daeninck             | Tony Gallopin                | Vacansoleil               | Benoît Daeninck           |
| 4.ª etapa (Wout Poels)          | Haimar Zubeldia       | Romain Feillu            | Benoît Daeninck             | Tejay van Garderen           | Ag2r La Mondiale          | Jérôme Coppel             |
| Final                           | Haimar Zubeldia       | Romain Feillu            | Benoît Daeninck             | Tejay van Garderen           | Ag2r La Mondiale          | Jérôme Coppel             |